# Kryscina Sazykina
Kryscina Jauhienjeuna Sazykina (błr. Крысціна Яўгеньеўна Сазыкіна; ur. 26 listopada 2000) – białoruska zapaśniczka walcząca w stylu wolnym. Zajęła dziewiąte miejsce na mistrzostwach świata w 2021 roku. 
Dziewiąta na mistrzostwach Europy w 2025. Trzecia na MŚ U-23 w 2021, a także na ME U-23 w 2021. Mistrzyni Europy juniorów w 2019 i kadetów w 2016. Trzecia na MŚ i ME kadetów w 2017 roku.